# Muttontown
Muttontown ist ein Dorf mit dem Status „Incorporated Village“ im Nassau County im US-Bundesstaat New York mit 3627 Einwohnern (2013).

## Geographie
Muttontown liegt auf Long Island, rund 35 Kilometer östlich des Zentrums von Manhattan. Der John F. Kennedy International Airport befindet sich in einer Entfernung von ca. 25 Kilometern im Südwesten. Im Süden von Muttontown verläuft der Interstate 495 Highway.

## Geschichte
Im 17. Jahrhundert ließen sich Siedler aus England und Holland in der Gegend nieder. Aufgrund der der mit vielen Wiesen versehenen Umgebung wurde die Schafzucht zur Hauptlebensgrundlage der Einwohner. Wolle sowie Lamm- und Hammelfleisch wurden exportiert. Auch der Name des Ortes Muttontown leitet sich von der Schäferei ab: Mutton = Hammelfleisch. 
Die offizielle Gründung der Incorporated Village of Muttontown erfolgte am 31. August 1931. Das historische Gebäude Benjamin Moore Estate wurde 1979 in das National Register of Historic Places aufgenommen.
Aufgrund der Nähe zu New York City, jedoch in abgeschiedener und landschaftlich reizvoller Gegend, wählten viele wohlhabende Bewohner der Metropole Muttontown zum Altersruhesitz.

## Demografische Daten
Im Jahr 2013 wurde eine Einwohnerzahl von 3627 Personen ermittelt, was einer Zunahme um 6,3 % gegenüber 2000 entspricht. Das Durchschnittsalter lag 2013 mit 46,9 Jahren deutlich oberhalb des Wertes von New York, der 38,2 Jahre betrug. 17,6 % der heutigen Bewohner gehen auf Einwanderer aus Italien zurück. Weitere maßgebliche Zuwanderungsgruppen während der Anfänge des Ortes kamen zu je 7,9 % aus Russland und Deutschland sowie zu 7,8 % aus Polen und zu 7,5 % aus Irland.